# Recensământul Statelor Unite ale Americii din 1990

logo

Cel de-al douăzeci-și-unulea recensământ al Statelor Unite ale Americii, conform originalului [The] Twenty-First United States Census, realizat de Census Bureau, a determinat că populația țării la data de 1 iunie 1990 fusese de 248.709.873, o creștere de 9.8 procente față de 226.545.807 persoane numerate în timpul recensământuului anterior, 1980 Census. 

## Lista statelor după populație
| Poziția | Stat                 | Populație  |
| ------- | -------------------- | ---------- |
| 1       | California           | 29.760.000 |
| 2       | New York             | 17.990.000 |
| 3       | Texas                | 16.987.000 |
| 4       | Florida              | 12.938.000 |
| 5       | Pennsylvania         | 11.882.000 |
| 6       | Illinois             | 11.431.000 |
| 7       | Ohio                 | 10.847.000 |
| 8       | Michigan             | 9.295.000  |
| 9       | New Jersey           | 7.730.000  |
| 10      | North Carolina       | 6.629.000  |
| 11      | Georgia              | 6.478.000  |
| 12      | Virginia             | 6.187.000  |
| 13      | Massachusetts        | 6.016.000  |
| 14      | Indiana              | 5.544.000  |
| 15      | Missouri             | 5.117.000  |
| 16      | Wisconsin            | 4.892.000  |
| 17      | Tennessee            | 4.877.000  |
| 18      | Washington           | 4.867.000  |
| 19      | Maryland             | 4.781.000  |
| 20      | Minnesota            | 4.375.099  |
| 21      | Louisiana            | 4.220.000  |
| 22      | Alabama              | 4.041.000  |
| 23      | Kentucky             | 3.685.000  |
| 24      | Arizona              | 3.685.000  |
| 25      | South Carolina       | 3.487.000  |
| 26      | Colorado             | 3.294.000  |
| 27      | Connecticut          | 3.287.116  |
| 28      | Oklahoma             | 3.146.000  |
| 29      | Oregon               | 2.842.000  |
| 30      | Iowa                 | 2.777.000  |
| 31      | Mississippi          | 2.573.000  |
| 32      | Kansas               | 2.478.000  |
| 33      | Arkansas             | 2.351.000  |
| 34      | West Virginia        | 1.793.000  |
| 35      | Utah                 | 1.723.000  |
| 36      | Nebraska             | 1.578.000  |
| 37      | New Mexico           | 1.515.000  |
| 38      | Maine                | 1.228.000  |
| 39      | Nevada               | 1.202.000  |
| 40      | New Hampshire        | 1.109.000  |
| 41      | Hawaii               | 1.108.000  |
| 42      | Idaho                | 1.007.000  |
| 43      | Rhode Island         | 1.003.000  |
| 44      | Montana              | 799.000    |
| 45      | South Dakota         | 696.000    |
| 46      | Delaware             | 666.000    |
| 47      | North Dakota         | 639.000    |
| x       | District of Columbia | 607.000    |
| 48      | Vermont              | 563.000    |
| 49      | Alaska               | 550.000    |
| 50      | Wyoming              | 454.000    |